# Algeciras (Colombia)
Algeciras is een gemeente in het Colombiaanse departement Huila. De gemeente bestaat sinds 1924 en telt 24.009 inwoners (2012).